# 齊藤光喜
齊藤 光喜（さいとう みつよし、1946年（昭和21年）6月16日 - ）は、日本の政治家。秋田県前湯沢市長（2期）。元湯沢市議会議員（2期）、元稲川町議会議員（3期）。

## 来歴

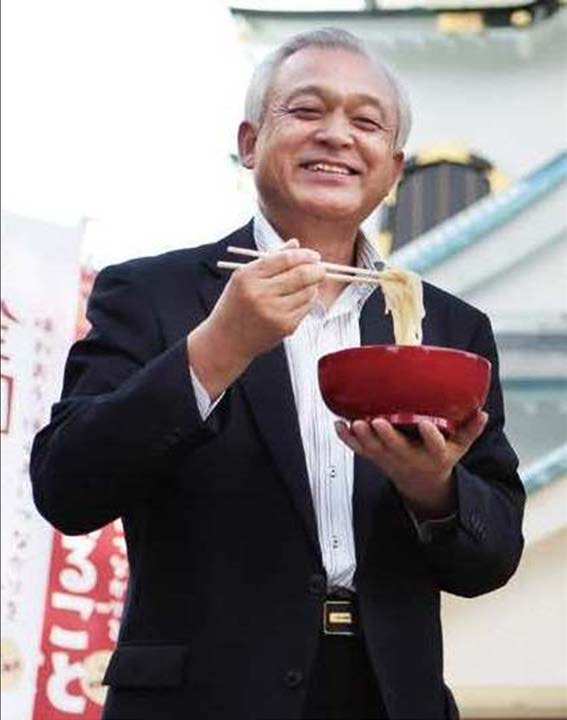
秋田県湯沢市「ふるさと名物応援宣言」資料内にて公開された肖像

秋田県稲川町（現・湯沢市）生まれ。秋田県立湯沢高等学校卒業。1969年（昭和44年）3月、中央大学商学部商業貿易学科卒業。同年4月、財団法人東京都ユースホステル協会に就職。 1978年（昭和53年）4月、株式会社稲庭うどん販売を設立。1989年（平成元年）4月、同社の専務取締役に就任。
1996年（平成8年）4月、稲川町議会議員選挙に初当選。
2005年（平成17年）3月22日 - 旧湯沢市・雄勝町・稲川町・皆瀬村が合併し、新市制の湯沢市が誕生。在任特例で湯沢市議会議員に就任。同年10月の市議選で当選。

### 2009年湯沢市長選挙
2009年（平成21年）4月12日執行。衆院選秋田3区の民主党公認候補の京野公子（同年8月の総選挙で当選）の支援を受けた現職の鈴木俊夫との激戦を制し、初当選した。4月17日、市長に就任。
※当日有権者数：44,608人 最終投票率：73.20%（前回比：pts）
| 候補者名 | 年齢 | 所属党派 | 新旧別 | 得票数   | 得票率 | 推薦・支持 |
| -------- | ---- | -------- | ------ | -------- | ------ | ---------- |
| 齊藤光喜 | 62   | 無所属   | 新     | 16,417票 | 50.97% |            |
| 鈴木俊夫 | 58   | 無所属   | 現     | 15,793票 | 49.03% |            |

### 2013年湯沢市長選挙
2013年（平成25年）4月7日執行。前回と同様、鈴木俊夫を僅差でかわし再選を果たした。
※当日有権者数：42,493人 最終投票率：67.72%（前回比：-5.48pts）
| 候補者名 | 年齢 | 所属党派 | 新旧別 | 得票数   | 得票率 | 推薦・支持 |
| -------- | ---- | -------- | ------ | -------- | ------ | ---------- |
| 齊藤光喜 | 66   | 無所属   | 新     | 14,423票 | 50.56% |            |
| 鈴木俊夫 | 62   | 無所属   | 元     | 14,101票 | 49.44% |            |

2017年（平成29年）の市長選には出馬せず、引退した。